# ماري فاستينغ
ماري فاستينغ (بالنرويجية البوكمول: Mari Fasting)‏ هي متسلقة جبال تزلج ‏ نرويجية، ولدت في 1 مارس 1985 في موس في النرويج.

## روابط خارجية
- ماري فاستينغ على موقع عالم الملاحة (الإنجليزية)